# Lucia Galeazzi Galvani
Lucia Galeazzi Galvani, née le 3 juin 1743 à Bologne et morte en 1788 est une scientifique italienne. Grâce à une éducation soignée et une grande culture générale, elle mène aux côtés de son mari plusieurs travaux de médecine et de biologie. En raison des conventions de l'époque, elle n'est créditée pour aucune de ses recherches, faisant d'elle un exemple de l'effet Mathilda.

## Biographie
Lucia Maddalena Galeazzi naît à Bologne le 3 juin 1743. Fille de Paola Mini et de l'anatomiste Domenico Gusmano Galeazzi, membre de l'Académie des sciences de Bologne, elle grandit dans un milieu propice à la culture scientifique. Elle reçoit une éducation humaniste et religieuse qui la pousse à passer une année au monastère bolognais de San Pietro Martire. « Femme de qualités exceptionnelles et d'une grande culture », Lucia Maddalena souffre néanmoins toute sa vie « d'accès de fièvres aiguës et d'asthme convulsif et catarrhal ».

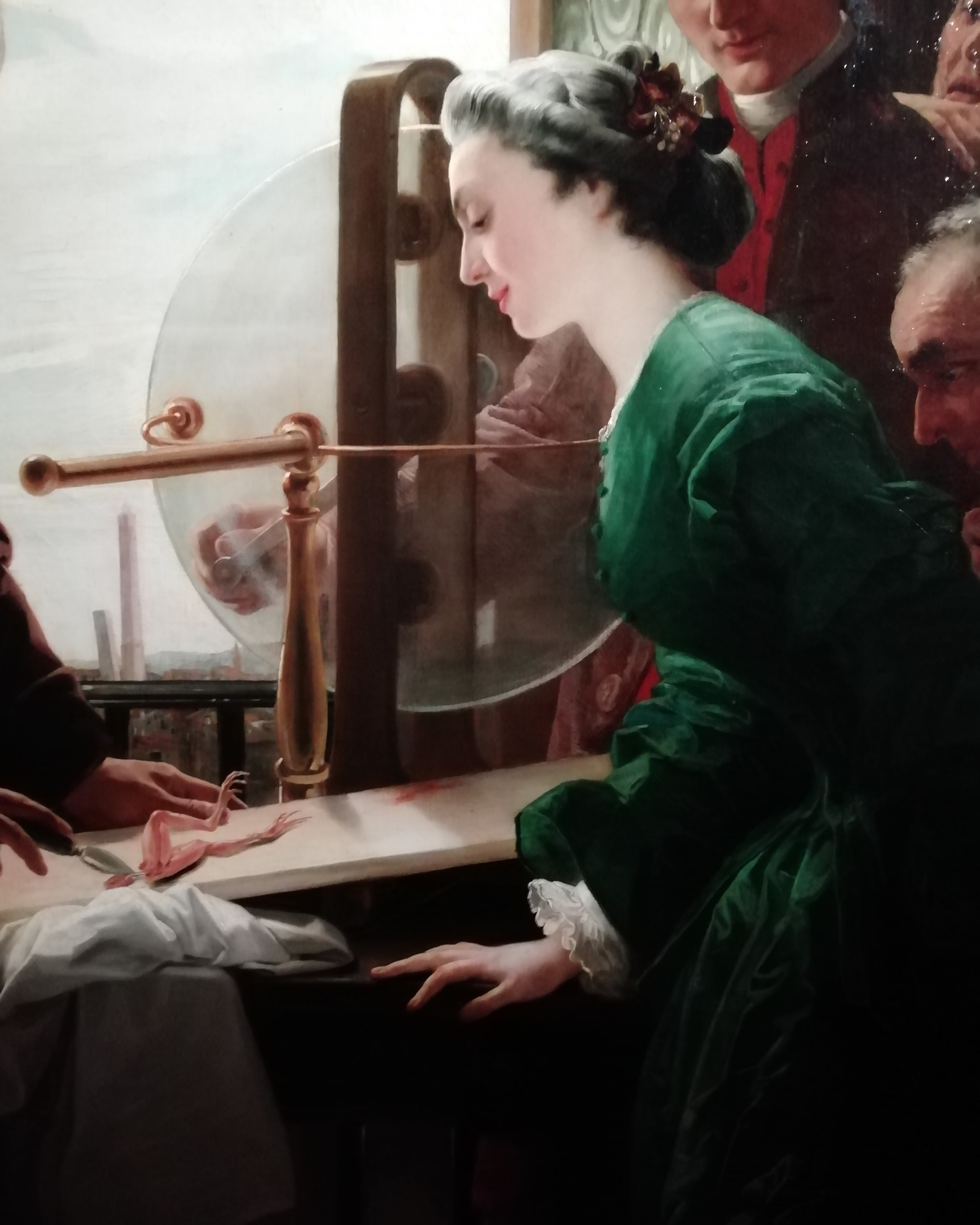
Tableau de Lucia Galeazzi Galvani lors des expériences avec la machine électrostatique en présence de membres de sa famille.

En 1762, elle épouse le docteur Luigi Galvani, ancien élève de son père anatomiste, et futur professeur d'anatomie pratique à l'université de Bologne et d'obstétrique à l'Institut des sciences. À l'invitation de Domenico Gusmano, le couple va vivre dans la maison Galeazzi, avant d'emménager plus tard dans leur propre maison.
Lucia Galeazzi Galvani meurt à Bologne en 1788 des suites d'une crise d'asthme. Elle est enterrée au Monastère Corpus Domini de Bologne (it).

## Travaux

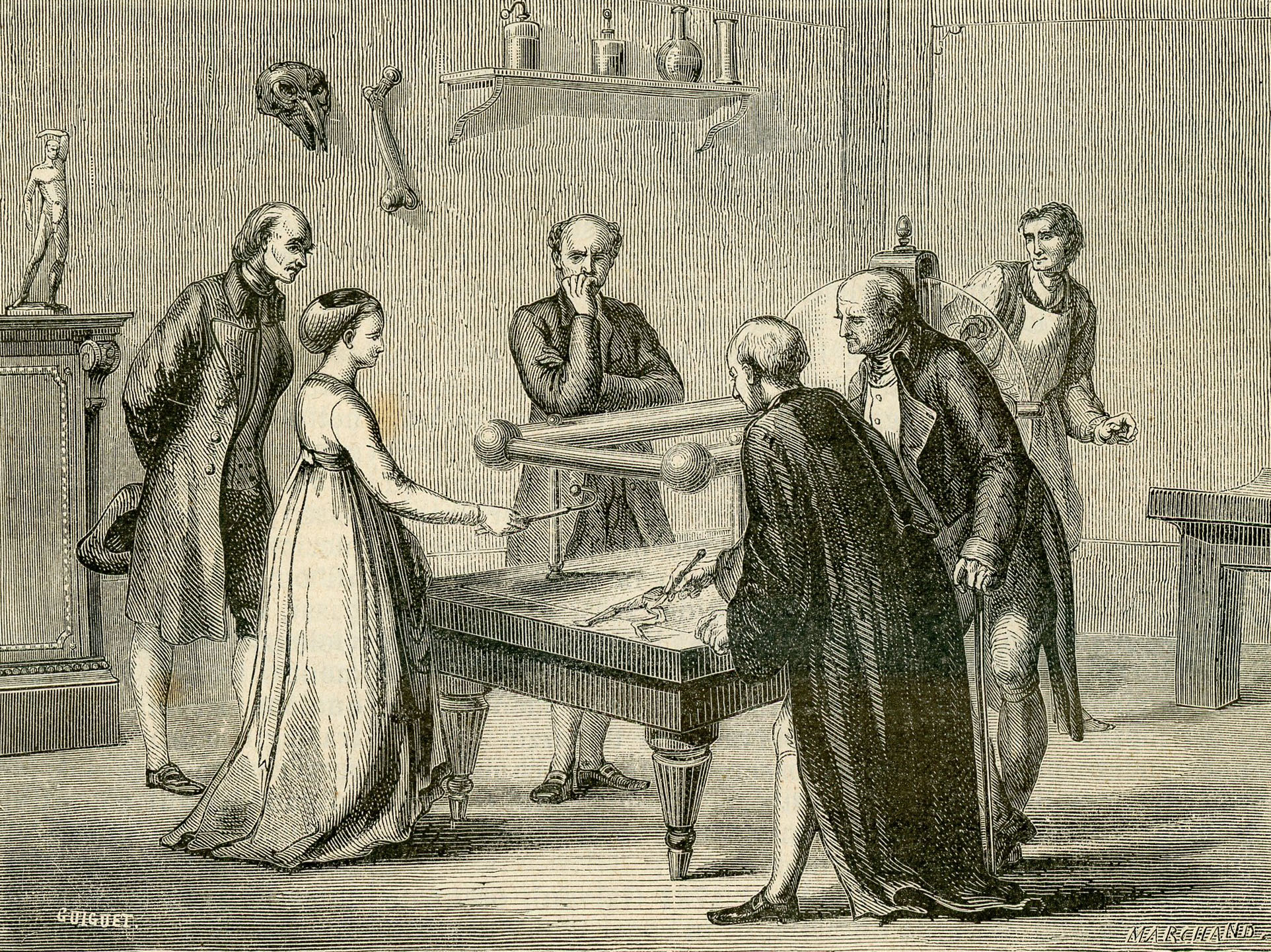
Expériences sur l'irritabilité des muscles de grenouille avec l'électricité dans une gravure sur bois de 1886 pour le centenaire de Galvani.

Le couple fonde en 1780 un laboratoire d'étude des réflexions et de « l'électricité animale » connu aujourd'hui sous le nom de galvanisme. Lucia Galeazzi Galvani participe activement aux recherches et aux expériences. Elle encourage les recherches indépendantes de son mari en le conseillant et en le soutenant jusqu'à sa mort,,.
Lucia Galeazzi Galvani est également l'assistante médicale de son mari lorsqu'il travaillait comme chirurgien et obstétricien. Elle se consacre également à la révision des textes et leçons de médecine de son mari.

## Postérité
En raison des conventions de son époque et de l'effet Matilda qui en résulte, Lucia Galeazzi Galvani n'a été créditée pour aucun de ses travaux scientifiques en laboratoire.
Un tableau d'Antonio Muzzi conservé dans la Salle de physique électrique (ou Salle des Telamons) du musée Palazzo Poggi montre Lucia Galeazzi collaborant avec Luigi Galvani et son neveu Camillo.